# Rione Sanità

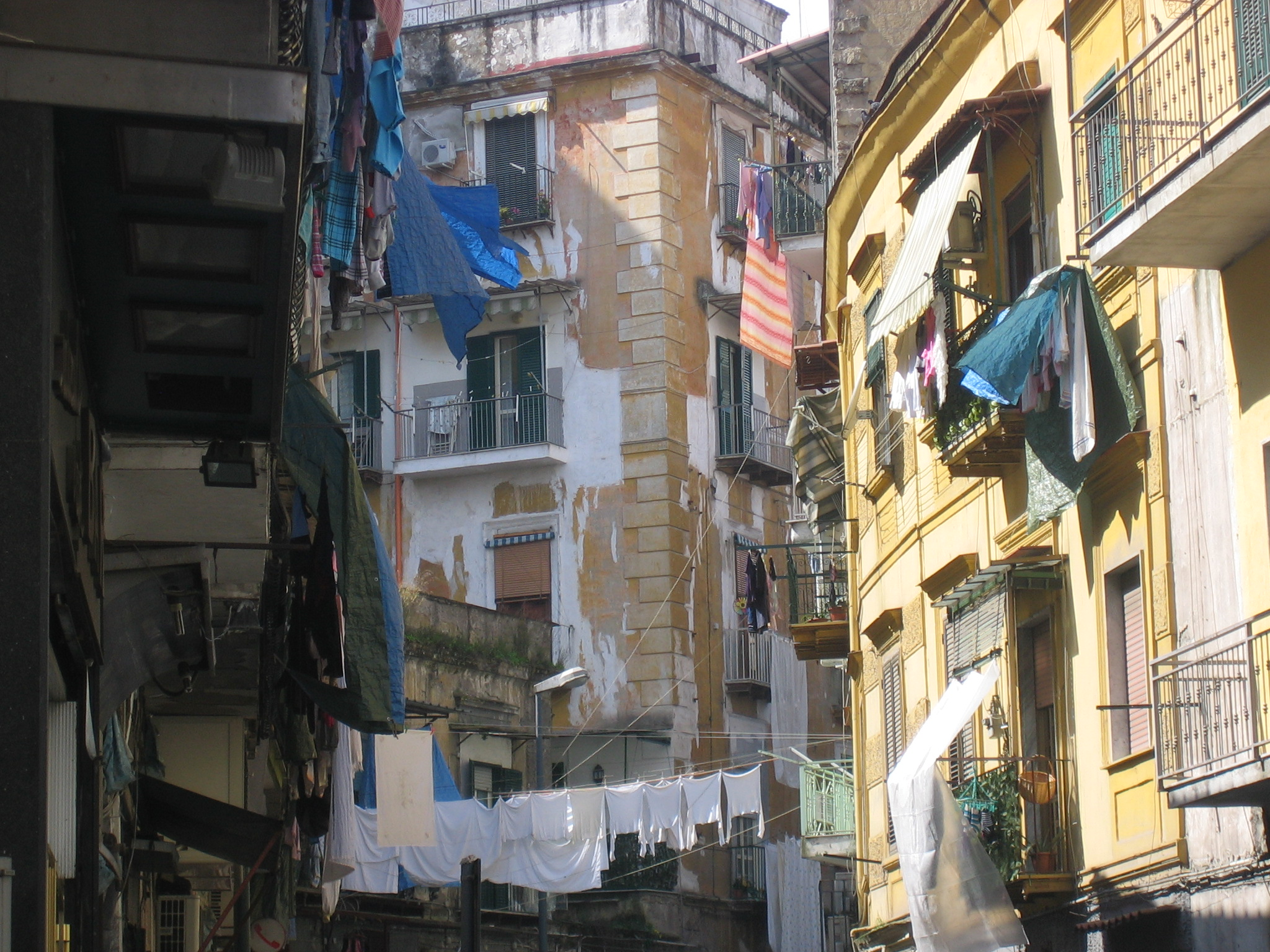
Rione Sanità

Rione Sanità (littéralement « quartier de la santé » en italien) est un quartier de Naples, faisant partie du quartier Stella. Il est situé au nord du centre historique de Naples, à côté de la colline de Capodimonte. 

## Histoire
Le Rione Sanità était un lieu de sépulture à l'époque romaine et hellénistique, comme en témoignent la découverte d'hypogées grecques et de catacombes paléochrétiennes. Le quartier prend corps à la fin du XVIe siècle. 
Alors que le Rione Sanità est à l’origine conçu pour accueillir les familles nobles et riches de l’aristocratie de Naples comme en témoignent des palais comme le palazzo San Felice et le palazzo dello Spagnolo , le quartier est devenu l’un des plus sordides et dégradés de Naples. Le chômage, la pauvreté et la présence généralisée de la Camorra caractérisent depuis longtemps le quartier. Des efforts de bénévoles et humanitaires, comme ceux des Missionnaires Comboniens  soutiennent la population de Rione Sanità.
Certaines traditions locales comme le rite des « Pezzentelle », témoignent d'une attitude culturelle à l'égard de la mort.

## Le rite despezzentelle

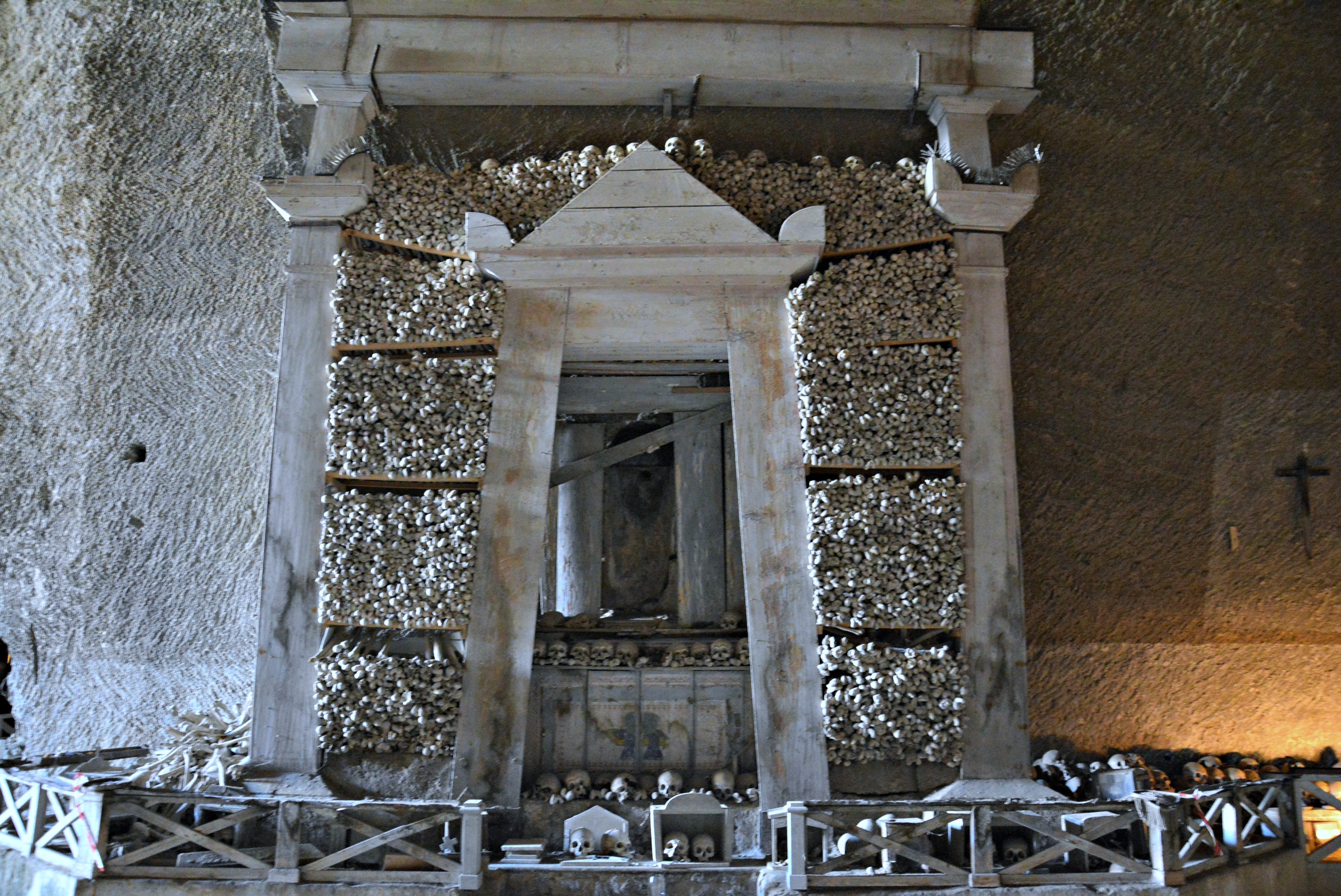
Le culte des pezzentelle

L'un des traits les plus singuliers de Rione Sanità est un culte et un rituel unique qui se déroulent dans l'ossuaire du cimetière des Fontanelle. L'origine du culte remonte au XVIIe siècle. Il implique la combustion rituelle de bougies dédiées aux pezzentelle, c'est-à-dire aux « âmes des morts sans nom » dont les corps sont conservés dans l'ossuaire. Les familles napolitaines « choisissent » un crâne spécifique de l’ossuaire et en prennent soin, le nettoient, le repositionnent correctement dans l’ossuaire, pensant que l’âme de l'« adopté » en retour apportera chance et fortune à l'adopteur terrien,. 
Alors que le culte a un cadre catholique, les pezzentelles sont généralement identifiées comme des âmes du Purgatoire de nature païenne, de sorte que celui-ci peut être classé comme un culte syncrétique.

## Bâtiments historiques

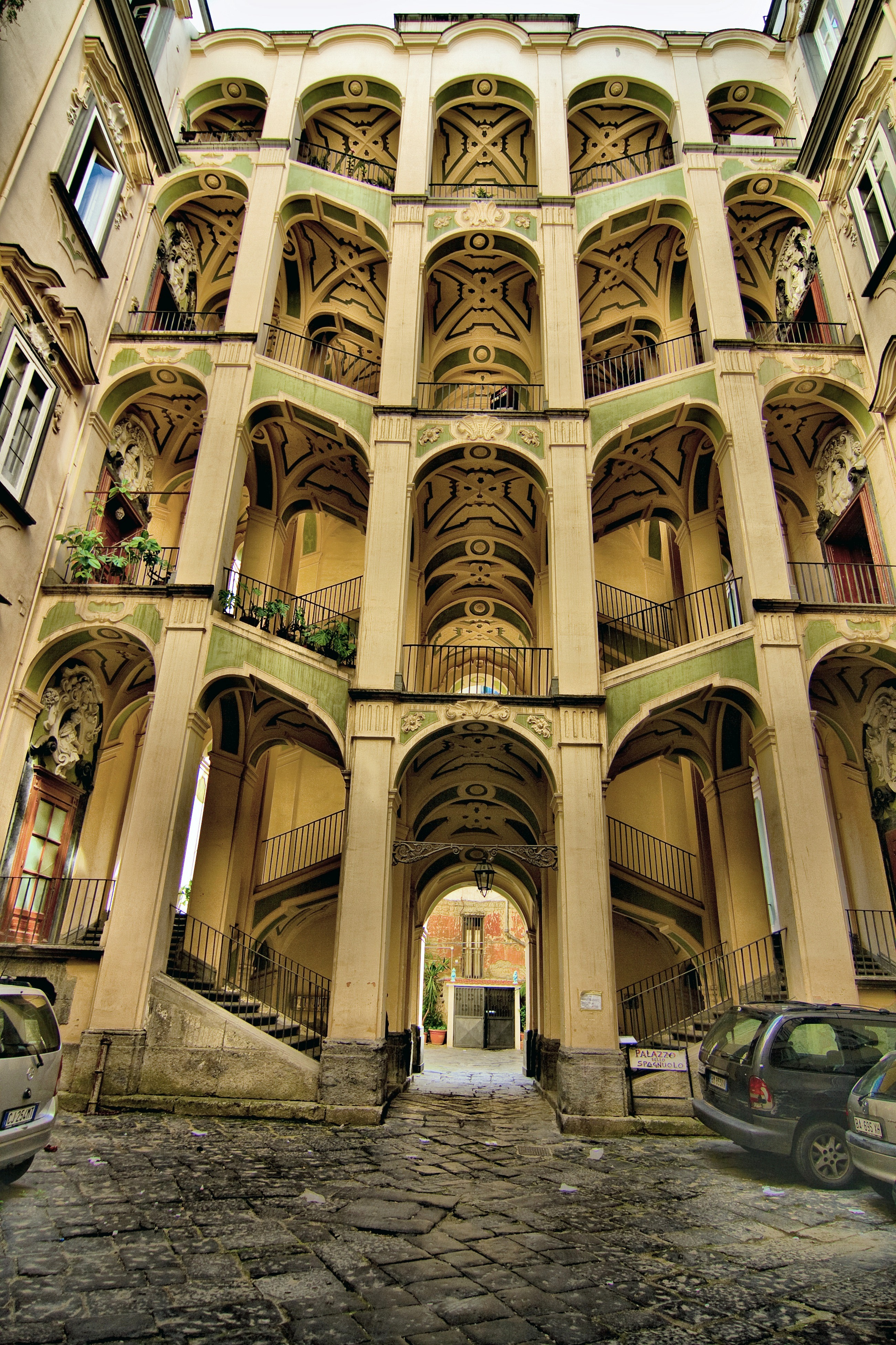
Façade de Palazzo dello Spagnolo

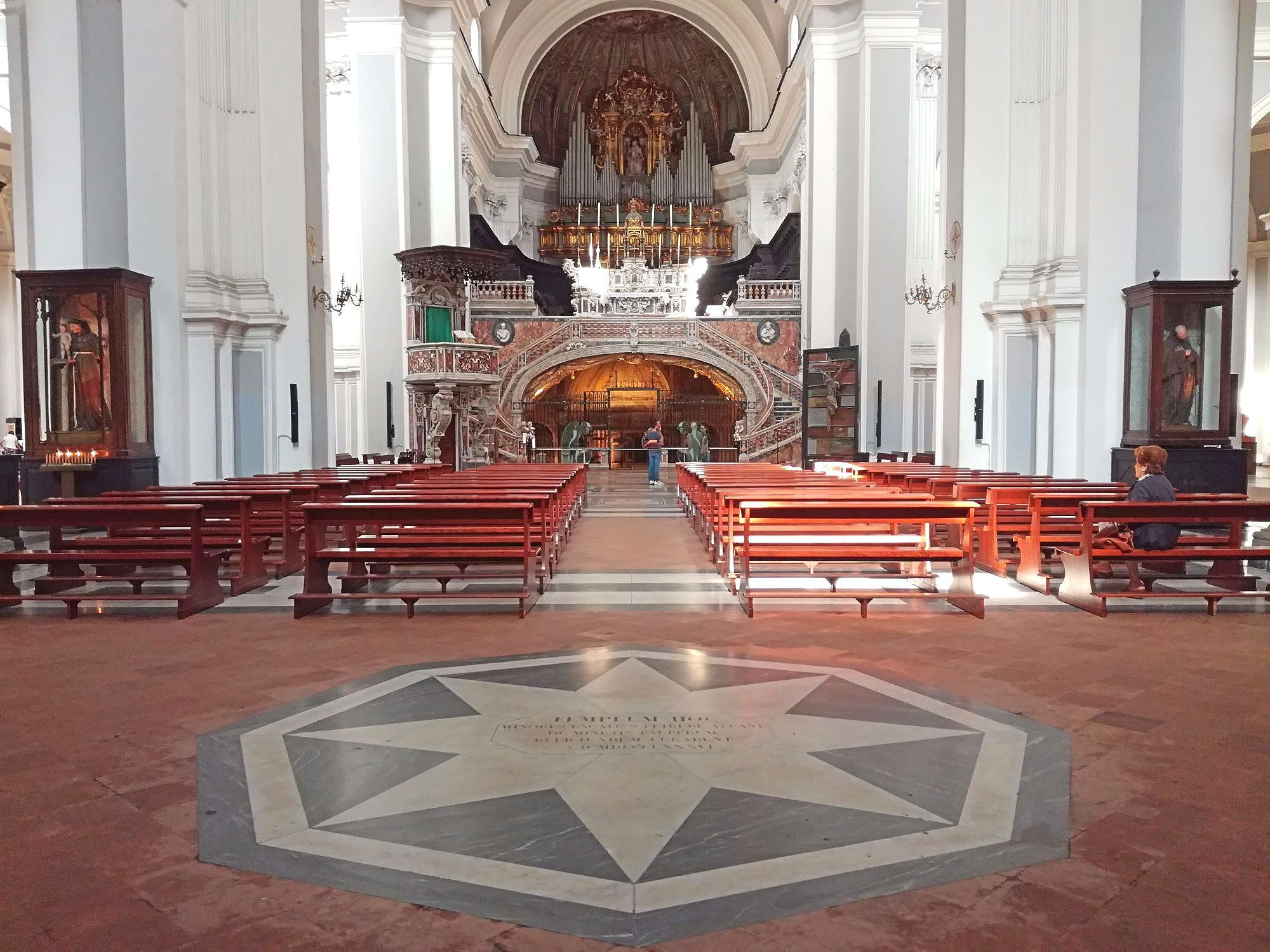
Santa Maria della Sanità

- Ospedale di San Gennaro dei Poveri
- Palazzo dello Spagnolo
- Palazzo di Majo (it)
- Palazzo San Felice
- Palazzo Traetto (it)
- Basilique San Gennaro fuori le mura
- Église du Santissimo Crocifisso ad Antesaecula
- Église Santa Maria Antesaecula
- Basilique Santa Maria della Sanità
- Église Santa Maria della Vita.
- Église de l' Immaculée et de San Vincenzo
- Église Sant'Aspreno ai Crociferi
- Église Santa Maria dei Vergini
- Église de la Missione ai Vergini
- Église Santa Maria Succurre Miseris ai Vergini
- Église San Severo fuori le mura
- Ponte della Sanità
- Complesso dei Cinesi (it)

## Personnes notables
- Totò, né à Via (rue) Santa Maria Antesaecula est la personne la plus célèbre de Rione Sanità.